# Палома (певачица)
Палома Митева (Софија, 8. септембар 1998) бугарска је поп-фолк певачица.

## Дискографија

### Видеографија
| Спот | Година | Режисер               |
| ---- | ------ | --------------------- |
|      | 2021   | Виктор Антонов – Rikk |
|      | 2021   | Виктор Антонов – Rikk |
|      | 2021   | Виктор Антонов – Rikk |
|      | 2022   | Виктор Антонов – Rikk |
|      | 2022   | Иван Димитров – Torex |
|      | 2023   | Иван Димитров – Torex |
|      | 2023   | Иван Димитров – Torex |
|      | 2024   | Иван Димитров – Torex |